# Алушта — Судак — Феодосия
Автодорога Алушта — Судак — Феодосия — автомобильная дорога регионального значения на юго-востоке Крыма протяжённостью 120 км. В России имеет обозначение 35К-005, на Украине — P-29.
Очень извилистое двухполосное асфальтированное шоссе, соединяющее населённые пункты юго-восточного берега Крыма, имеет два ответвления: шоссе Приветное — Белогорск и Судак — Грушевка.

## Исторические известия
- Согласно труду Петра Симона Палласа «Наблюдения, сделанные во время путешествия по южным наместничествам Русского государства в 1793—1794 годах» в конце XVIII века дорога, как таковая, имелось только на участке от Судака на Таракташ, через перевал Синор на Козы, Отузы и до Феодосии Две дороги ведут в Кооз. Самая удобная для экипажей проходит по поперечной долине, идущей от деревни Таракташ, между горой этого имени и следующей — Сары-кая с скалистым гребнем и Токлук-Сыртом в значительном расстоянии от моря, поднимаясь между гор близ источника, окруженного камнями, пересекая пласт брекчии и, наконец, достигнув обратной долины, круто спускающейся к Коозу… Дорога, идущая в Отууз, продолжающая экипажную, названную выше, начавшуюся от Таракташа, становится опасной для экипажей на перевале следующих крутых гор. Татары, однако, по ней проезжают в своих двухколесных арбах потому, что их волы привычны к крутым спускам. Эта дорога проходит, поднимаясь по долине выше Кооз… через скалистый гребень Порсук-кая… а с высшей точки гребня скалы дорога спускается тут же по стороне скалистой, чрезвычайно глубокой лесистой долины… от Отууз… лучшая дорога идет на север, вокруг подошвы этой большой горы[5].
- Шарль Монтандон в «Путеводителе путешественника по Крыму, украшенный картами, планами, видами и виньетами…» 1833 года сообщал, что местные жители строят дорогу из Алушты в Кучук-Узень, делая её проезжей для экипажей. Также путешественник приводит название участка дороги от Отуз до Таракташа — Кизил-Таш-Йол[6]. В те же годы проектированием «дороги от Алушты к Судаку» занимался Пётр Васильевич Шипилов, но, в связи со скоропостижной смертью 23 апреля (5 мая) 1834 года даже планы не были завершены[7].
- В путеводителе 1861 года «Отъ Москвы до Южнаго берега Крыма» Участок пути от Алушты до Судака описывался так: Отъ Алушты къ Феодосіи въ настоящее время нѣтъ почтовой дороги, но предполагается продолжить её до Судака; она пойдетъ вблизи берега чрезъ деревни: Куру-узень, Кучукъ-узень, Туакъ, Ускютъ, Капсихоръ и Кутлакъ[8]. Д. Соколов в книге «Прогулка по Крыму с целью ознакомить с ним» 1869 года писал об экипажной дороге от Алушты до Кучук-Узеня, отмечая, что ездят по ней только местные жители и обитатели имения Княжевича и о колёсной дороге от Кутлака до Судака[9]. Почти в таком же состоянии (верховой тропы) пребывал путь и в 1871 году, только до Куру-Узеня была проложена очень плохая дорога, по которой могли ездить только «татарские мажары»[10]. В октябре 1896 года этот участок, направляясь к месту работы, проехал писатель М. М. Коцюбинский — дорога была пыльная, на редкость ухабистая…", 25 вёрст ехали 5 с лишним часов. Шоссе (только слава, что шоссе) проложено так неумно, что всё время лезет в гору, достигает самого Демерджи, спускается обратно к морю…"[11].
- В 1889 году было построено шоссе от Алушты до Судака[12], которое планировалось, как почтовый тракт со станциями «Сотера», «Туак» и «Ворон»[13]. В начале пути от Алушты на шоссе находились Судакские ворота[14], «напоминающие в миниатюре Байдарские ворота. Они также прорыты в горе, и при выезде из них также внезапно открывается море». Также в путеводителе А. Я. Безчинского 1902 года указывается отсутствие почтового тракта до Судака, цены извозчиков: 30—35 рублей в один конец и что путь преодолевается за 2 дня с ночёвкой в Ускуте[15].
- В «Полном Географическом описании нашего Отечества» Семёнова-Тянь-Шанского дорога описывается так:

К северу от Алушты, в некотором удалении от берега моря, идёт шоссейная дорога на Судак и далее на Феодосию. Срочного сообщения по ней нет и вообще она далеко не отличается удобствами…

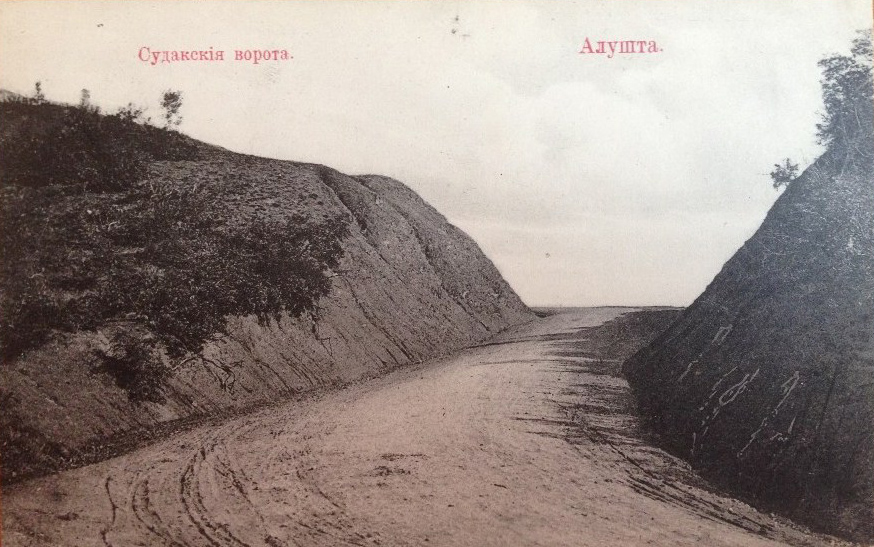
Судакские ворота на 3-й версте от Алушты.
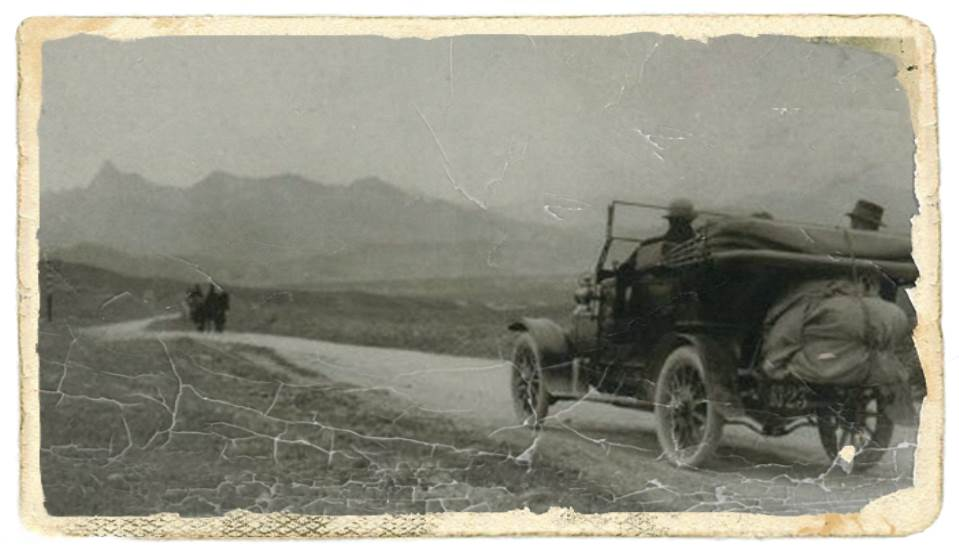
Дорога в Коктебель, до 1917 г.
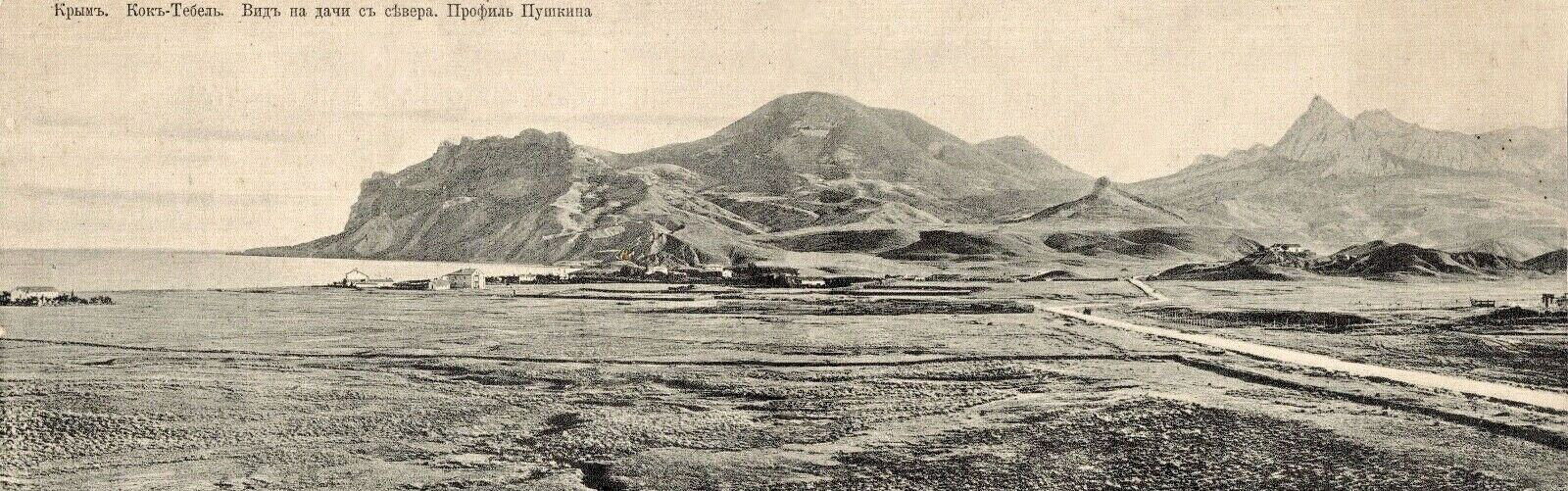
Участок дороги у Коктебеля, 1910 г.
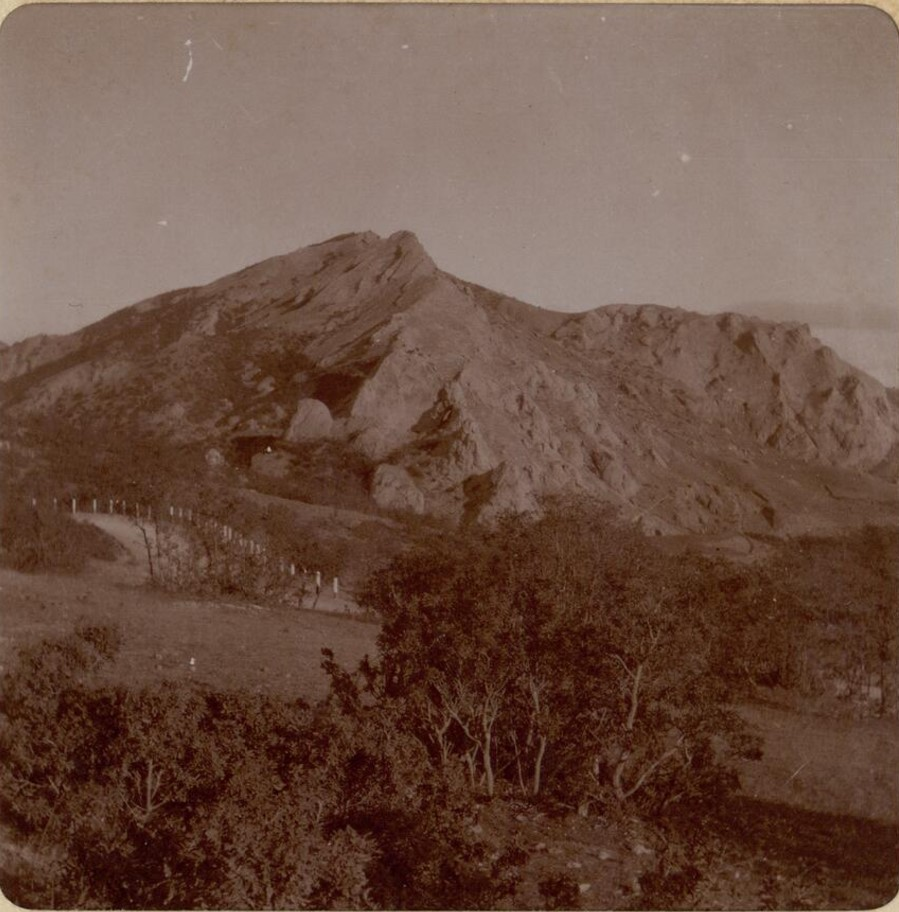
Участок дороги Судак — Феодосия перед деревней Козы, 1905 г..

- С 1912 года по шоссе начато автомобильное сообщение на участке Судак — Феодосия, в том же году ливнем был смыт мост через реку Ксыр-Пата в селении Куру-Узень[17]. В начале XX века, было построено шоссе Грушевка — Судак[18]. На 1916 год шоссе не имело транзитного значения, также не имело мостов через многие реки, что делало невозможным движение во время разливов (на всём протяжении имелось 8 мостов). Отличалось большой крутизной и извилистостью, ширина дороги была 1,5 сажени (около 3,5 м), на опасных участках отсутствовали ограждения и вообще считалось неоконченным строительством небезопасным для автомобильного движения[19]. На 1935 год автомобильного сообщения от Судака до Алушты не было, ввиду сильной разрушенности (сообщение с прибрежными селениями поддерживалось шлюпками рыболовецких артелей)[20].
- На 1913 год, в труде «Очерк деятельности Киевского округа путей сообщения» обращалось внимание на недостаточную, особенно с началом использования автомобилей, ширину щебёночного покрытия проезжей части, составлявшую 1,5 сажени (около 3 м)[21].

Заасфальтировано и обустроено (сооружены мосты через речки) шоссе было к середине 1950-х годов. В начале 1990-х годов строительство берегоукрепительных сооружений на участке Морское — Чабан-Куле было прекращено, вследствие чего берег остался незакрепленным. При этом недостроенные сооружения не были законсервированы, часть из них разрушена полностью, а отступающий клиф вплотную приблизился к полотну автодороги.
- Василий Аксёнов в романе «Остров Крым» утверждает, что дорога была проложена древними римлянами — именно это дало название автогонкам в романе — «Антика-ралли»[24].